# Cilastatin
Cilastatin là một hợp chất hóa học có tác dụng ức chế enzym dehydropeptidaza ở người. Dehydropeptidaza được tìm thấy trong thận và nó chịu trách nhiệm phân hủy thuốc kháng sinh imipenem. Vì thế cilastatin được truyền theo đường tĩnh mạch cùng với imipenem nhằm bảo vệ imipenem khỏi tác động của dehydropeptidaza để giúp nó tiêu diệt vi khuẩn. Tuy nhiên, bản thân cilastatin không phải là một chất kháng sinh.